# Tursejlads
Lystsejlernes pendant til skovturen eller udflugten hedder tursejlads og er på samme måde en fritidsbeskæftigelse uden noget egentlig nyttigt formål; det er aktiv fritid og overskud til oplevelser. 

## Båden
Båden er midlet til tursejladsen. I et samfund som f.eks. det grønlandske, hvor joller og kajakker er hver mands eje, er det helt naturligt at benytte en båd til en udflugt i fritiden, mens det andre steder er egentlige lystbåde der benyttes til tursejlads. Hvad enten båden er en kajak, jolle, sejlbåd eller motorbåd kan den være familiens ramme om fritidens liv på samme måde som cykler, en bil, en campingvogn eller et sommerhus.

## Klubliv
Mange sejlklubber arrangerer regelmæssigt tursejladser for medlemmerne. Det kan være en årligt tilbagevendende udflugt til en hyggelig havn i nærheden med eller uden overnatning, fællesspisning, badning og lignende. Nogle klubber er deciderede tursejlerklubber, hvor kapsejlads er et fremmedord.
Sejlklubberne arrangerer i mange tilfælde også undervisning i sejlads.

## Ferie og langtur
Nogle mennesker vælger at tilbringe ferien i deres båd eller evt. en lejet båd. På en bådferie lever man på båden og kommer typisk til steder som med fordel kan besøges med båd, f.eks. havne og ankerpladser på små øer. Turen kan også planlægges som kanalsejlads, hvor man sejler på sin egen eller en lejet båd på kanaler inde i landet og besøger byer og steder, der ligger ved kanalerne. Nogle tager et år eller mere ud af kalenderen og tager på langtur til de varme lande.